# Јожеф Нађ (политичар)
Јожеф Нађ (Сента, 2. јун 1921 — Буна, код Мостара, 27. август 1969) био је друштвено-политички радник САП Војводине и СФР Југославије.

## Биографија
Рођен је 1921. у Сенти. Завршио је Учитељску школу у Новом Саду и од 1942. до 1944. радио као учитељ у Жабљу.
За време окупације Војводине, илегално је радио за Народноослободилачки покрет (НОП). Након окупације био је секретар Среског и Градског комитета КПС у Жабљу, Сенти и Бачкој Тополи и члан Покрајинског комитета Комунистичке партије Србије за Војводину.
Новембра 1945. биран је за народног посланика Уставотворне скупштине, а потом 1950. и 1953. за народног посланика Савезног већа Народне скупштине ФНРЈ. Биран је за посланика Народне скупштине АП Војводине и њеног потпредседника.
Био је члан Главног одбора Социјалистичког радног народа Србије и члан Покрајинског одбора ССРНС за Војводину.
На Деветом конгресу СКЈ, марта 1969. изабран је за члана Председништва СКЈ.
Погинуо је 27. августа 1969. у саобраћајној незгоди на магистралном путу Дубровник—Сарајево, код места Буна, у близини Мостара. Враћајући се са одмора, највероватније услед умора, возилом Пежо 404 прешао је у супротну коловозну траку и сударио се са камионом. Том приликом тешко је повређена његова супруга Милка Агбаба, која је преминула неколико дана касније. Сахрањен је у Алеји народних хероја на Новом гробљу у Београду.
Одликован је Орденом заслуга за народ другог реда и Орденом братства и јединства другог реда.